# Profesor visitante

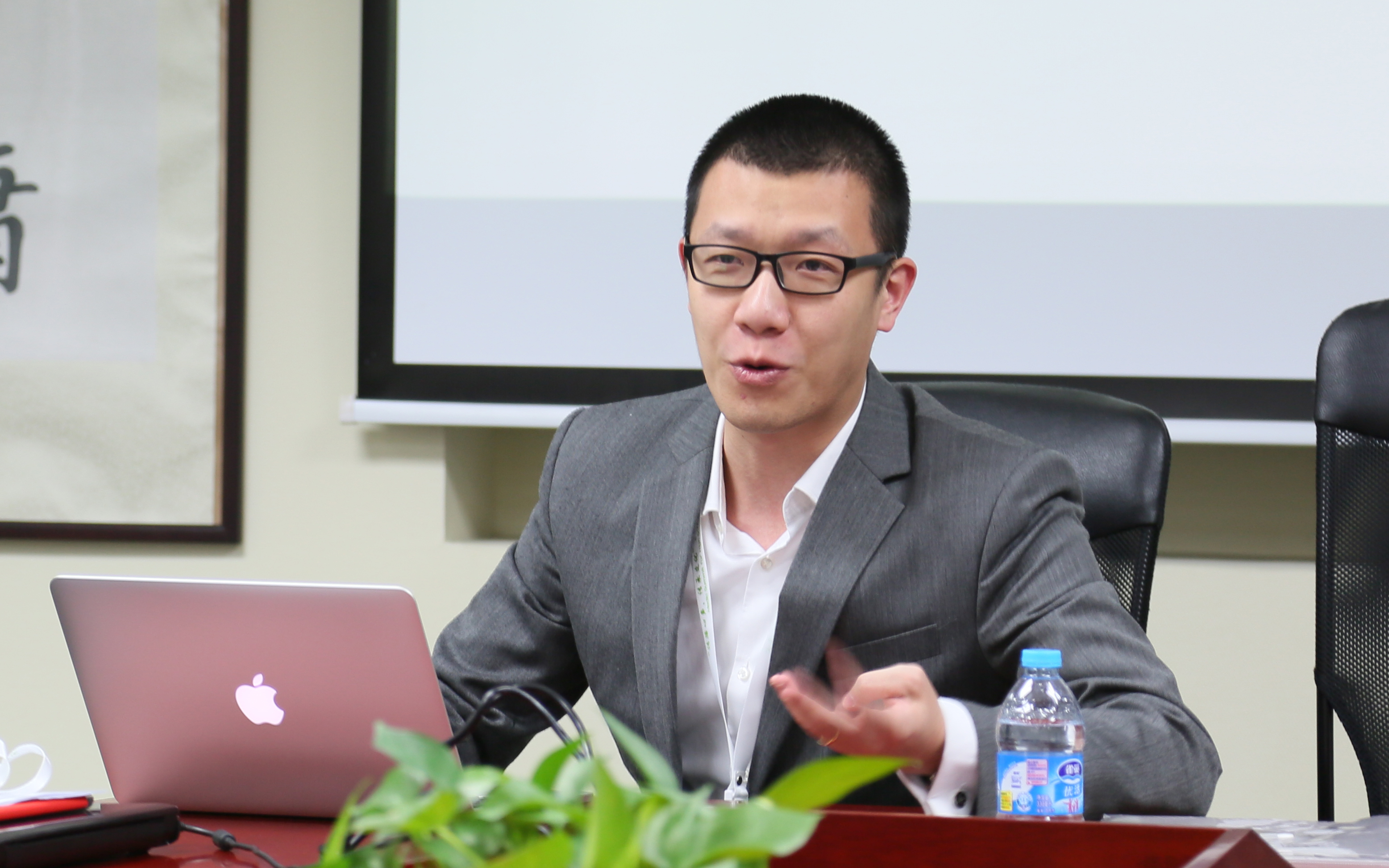
Un profesor visitante de China en la Universidad Stanford, Estados Unidos.

Académicamente, un profesor visitante o invitado, también denominado por su equivalente en inglés visiting scholar, es un profesor de una institución que visita una universidad anfitriona, donde él o ella se dedicará a enseñar o investigar sobre un tema en el que es experto. En muchos casos el puesto no es remunerado, debido a que el profesor frecuentemente recibe un salario de su institución de origen (o es parcialmente asalariado, como en algunos casos de año sabático en universidades estadounidenses), mientras en otros casos los puestos son remunerados.
Frecuentemente el profesor visitante realiza su función durante un par de meses o incluso por un año, aunque puede extenderse por más tiempo. No es inusual que las instituciones anfitrionas proporcionen el alojamiento para el profesor visitante. Por lo general, un profesor visitante es invitado por la institución anfitriona, lo cual es valorado como un reconocimiento de la prominencia del profesor en el campo.

## Tareas
Por regla general, el propósito de los programas de profesor invitado es traer a la institución educativa un profesor competente que pueda contribuir a enriquecer la comunidad intelectual y los esfuerzos de investigación y proyección internacional. De ahí que, además de conducir su investigación propia, los profesores visitantes a menudo deben participar en un número de actividades institucionales como por ejemplo:
- Dictar un curso en la institución anfitriona.
- Involucrarse en discusiones formales o informales con estudiantes de investigación de pregrado o posgrado.
- Emprender investigaciones colaborativas con profesores o funcionarios de la institución.
- Contribuir a la enseñanza de la universidad presentando conferencias o seminarios.
- Presentar un artículo como parte del programa de seminario de la universidad.